# Einstein-Preis
Der Einstein-Preis ist ein alle zwei Jahre von der American Physical Society für Leistungen in der Gravitationsphysik vergebener Preis. Er ist nach Albert Einstein benannt und mit 10.000 Dollar dotiert.
Er sollte weder mit dem Albert Einstein Award, dem Einstein-Preis für Laserforschung noch mit der Albert-Einstein-Medaille verwechselt werden.

## Preisträger
- 2003: John Archibald Wheeler, Peter Bergmann
- 2005: Bryce DeWitt
- 2007: Rainer Weiss, Ronald Drever
- 2009: James Hartle
- 2011: Ezra Ted Newman
- 2013: Irwin Shapiro
- 2015: Jacob Bekenstein
- 2017: Robert M. Wald
- 2019: Abhay Ashtekar
- 2021: Clifford Martin Will, Saul Teukolsky
- 2023: Gary T. Horowitz
- 2025: Eric G. Adelberger